# Epicnistis
Epicnistis is een geslacht van vlinders uit de familie mineermotten (Gracillariidae).
Het geslacht omvat één soort:
- Epicnistis euryscia Meyrick, 1906